# Deutscher Fernsehpreis/Beste Dokumentation/Reportage
Dieser Artikel listet die Nominierungen und die Gewinner des Deutschen Fernsehpreises in den Kategorien Beste Dokumentation und Beste Reportage seit seiner Einführung 1999 auf. Die Gewinner werden in einer geheimen Abstimmung durch eine unabhängige Jury ermittelt.
Seit 2016 stellen die beiden Kategorien die gemeinsame Kategorie Beste Dokumentation/Reportage dar.

## Geschichte
Die Kategorien Beste Dokumentation und Beste Reportage wurden von 1999 bis 2014 einzeln verliehen. Nach einer Reform im Jahre 2015/2016 werden die beiden Kategorien seit 2016 in die Kategorie Beste Dokumentation/Reportage zusammengefasst.
Jedes Jahr wird von drei oder fünf Nominierungen ein Preisträger bestimmt. Der erste Preisträger war in der Kategorie Beste Dokumentation ARDs und SWRs Der Kandidat und in der Kategorie Beste Reportage Sat.1s 24 Stunden: Endstation Wien – Die Leichen aus der Sensengasse, die beim Deutschen Fernsehpreis 1999 ausgezeichnet wurden. Der bisher letzte Preisträger in der Kategorie Beste Dokumentation/Reportage ist ZDFs Das Schicksal der Kinder von Aleppo – Neue Heimat Deutschland aus der Reihe „auslandsjournal – die doku“, die beim Deutschen Fernsehpreis 2017 geehrt wurde.
Im Jahre 2014 wurde die Kategorie Bester Mehrteiler Dokumentation verliehen. Siehe hierfür Deutscher Fernsehpreis/Bester Fernsehfilm/Bester Mehrteiler.

## Gewinner und Nominierte
Nach der Angabe der nominierten Dokumentation bzw. Reportage folgt in Klammern der dazugehörige bzw. die dazugehörigen Fernsehsender, der/die an der Dokumentation bzw. Reportage mitwirkt/mitwirken bzw. mitwirkte/mitwirkten. Die Gewinner stehen hervorgehoben in fetter Schrift an erster Stelle.

### 1990er
1999
| Beste Dokumentation/Bester Dokumentarfilm: - Der Kandidat (ARD/SWR) - Der Andreotti-Prozeß (arte) - Die Todesfahrt des ICE 884 (ZDF) | Beste Reportage: - 24 Stunden: Endstation Wien – Die Leichen aus der Sensengasse (Sat.1) - Truckstop-Geiselwind: Tage und Nächte auf dem größten LKW-Rastplatz Europas (ARD/Radio Bremen) - Der Kurier der Sterne – Mit einem Feinkostimporteur unterwegs (WDR) |

### 2000er
2000
| Beste Dokumentation: - Der Tunnel (SWR) - Pop 2000 (WDR) - Schäubles Fall – Innenansichten einer Affäre (phoenix/ARD) | Beste Reportage: - 37° – Es geschah beim Schützenfest: Franz Josef Sträter – wirklich der Mörder? (ZDF) - Schocktherapie – Wie die Hoechst-Manager ihren Konzern zerschlagen (ARD/hr) - Warschau-Express (ARD/NDR) |

2001
| Beste Dokumentation: - Klein, schnell und außer Kontrolle (3sat/hr) - München – Geheimnisse einer Stadt (BR) - Unschuldig – Schuldig? – Die Geschichte des Peter Pompetzki (ARD/hr) | Beste Reportage: - Die Entscheider – Anhörungen im Asylverfahren (ARD/WDR/3sat) - Flucht über den Himalaya – Tibets Kinder auf dem Weg ins Exil (ZDF) - Wehe Du wirst alt – Vom Betreuer betrogen (NDR) |

2002
| Beste Dokumentation: - die story: Gipfelstürmer – Die blutigen Tage von Genua von Maria-Rosa Bobbi und Michael Busse (ARD/WDR) - Der Engel und der General von Petra Nagel und Annette Zinkant (WDR) - Das rote Quadrat: Drei Kugeln und ein totes Kind – Wer erschoss Mohammed Al-Dura? von Esther Schapira (ARD/hr) | Beste Reportage: - Menschen-Poker – Neue Wahrheiten über die Arbeitslosigkeit von Günter Ederer (hr/phoenix) - Die Immobilienfalle – Wie eine Bank ihre Kunden ausplünderte von Michael Holthus und Hans-Michael Kassel (ARD/NDR/SWR) - Russische Treibjagd – Das Ende einer Reporterin von Udo Lielischkies (ARD/WDR) |

2003
| Beste Dokumentation: - Andreas Baader – Der Staatsfeind von Klaus Stern (NDR) - Alles verspielt – Die Geschichte einer Sucht von Linda Amoulong und Gunther Scholz (ARD/SWR/rbb) - Schwarzwaldhaus 1902 – Leben wie vor 100 Jahren von Volker Heise und Rolf Schlenker (ARD/SWR) | Beste Reportage: - Irak-Berichte und -Reportagen von Antonia Rados (RTL) - Der Contergan-Skandal von Danuta Harrich-Zandberg und Walter Harrich (ARD/NDR) - Diese Bilder verfolgen mich – Dr. med. Alfred Jahn von Hans-Dieter Grabe (ZDF) |

2004
| Beste Dokumentation: - Das Wunder von Bern – Die wahre Geschichte von Sebastian Dehnhardt, Prof. Dr. Guido Knopp und Manfred Oldenburg (ZDF/Magyar TV/arte/ORF/SF-DRS/YLE/ETV) - Dunkler Lippenstift macht seriöser von Katrin Rothe aus der Reihe Absolute Beginner – Der erste Job (ZDF) - die story: Folter im Namen der Freiheit von Arnim Stauth und Jörg Armbruster (ARD/WDR) | Beste Reportage: - In Gottes Namen – Die Rekruten des Heiligen Krieges von Dan Setton, Helmar Büchel und Kerstin Mommsen (RTL/HBO/Keshet TV) - Für Allah in den Tod von Eric Friedler (ARD/NDR) - Kreml, Knast und Korruption von Udo Lielischkies (ARD/WDR) |

2005
| Beste Dokumentation: - Kanalschwimmer (ZDF) - Als der Krieg nach Deutschland kam (Sat.1) - Skinhead Attitude (ZDF/arte/SF DRS) | Beste Reportage: - die story: SchussWechsel (WDR) - Do swidanja – Abschied von Russland (ARD/WDR) - Menschen hautnah: Mit 16 auf Wolke Null (WDR) |

2006
| Beste Dokumentation: - Die Nacht der großen Flut (ARD/arte/NDR) - Expedition ins Gehirn (ARD/Radio Bremen/arte/WDR/MDR/RAI/RTE/UR) - Weltmarktführer (ZDF) | Beste Reportage: - Und du bist raus (ARD/WDR) - Ich bin Al Kaida – Das Leben des Zacarias Moussaoui (NDR/arte) - S.O.S. Schule – Hilferufe aus dem Klassenzimmer (ZDF) |

2007
| Beste Dokumentation: - Im Schatten der Blutrache (ARD/SWR/WDR/arte) - Ich, Reich-Ranicki (ZDF) - Wettlauf um die Welt (ZDF) | Beste Reportage: - Menschen hautnah: Der Gotteskrieger und seine Frau (ARD/WDR) - Feuertod (RTL) - die story: Der Physiker der Mullahs (ARD/WDR) |

2008
| Beste Dokumentation: - Das Schweigen der Quandts (ARD/NDR) - Ein Artikel zuviel – Anna Politkowskaja und das System Putin (3sat/ZDF/SF/MDR/RB) - Eschede, 10:59 Uhr – Zehn Jahre nach der ICE-Katastrophe (VOX) | Beste Reportage: - Alt sein auf Probe – Ein Neu-Rentner auf Entdeckungsreise (ARD/WDR) - stern TV Reportage: „Aus denen wird doch nix!“ Kinder am Rande der Gesellschaft (VOX) - ARD-exclusiv: Kindersklaven (ARD/WDR) |

2009
| Beste Dokumentation: - Freundschaft! Die Freie Deutsche Jugend (ARD/NDR/WDR/rbb) - Berlin – Ecke Bundesplatz (3sat/WDR/rbb) - Die Deutschen (ZDF) | Beste Reportage: - Die Bombe (ZDF) - Gut sein auf Probe – Ein Egoist engagiert sich (ARD/WDR) - Die Weggeworfenen – Geschichte einer Abschiebung (ZDF) |

### 2010er
2010
| Beste Dokumentation: - Aghet – Ein Völkermord (ARD/NDR) - Henners Traum – Das größte Tourismus-Projekt Europas (ZDF) - Spiegel TV Die Große Samstagsdokumentation: Eingesperrt, um frei zu sein – Das geheime Frauengefängnis der DDR (VOX) - die story: Karstadt – Der große Schlussverkauf (ARD/WDR) - Überall nur nicht hier (ZDF) | Beste Reportage: - Somalia – Land ohne Gesetz (ZDF) - Frauen in Angst – Antonia Rados trifft die Opfer des Taliban-Terrors (RTL) - Terra X: Deutschland von oben (ZDF) |

2011
| Beste Dokumentation: - Wärst Du lieber tot? (ZDF) - Geheimsache Mauer – Geschichte einer deutschen Grenze (ARD/rbb/MDR/arte) - Hunger (ARD/SWR) - The other Chelsea – Eine Geschichte aus Donezk (ZDF) - Und wir sind nicht die Einzigen (3sat/ZDF) | Beste Reportage: - die story: Adel vernichtet – Der bemerkenswerte Niedergang des Bankhauses Oppenheim (WDR) - Heute ist gestern und morgen (arte/WDR) - Wild Germany (ZDFneo) |

2012
| Beste Dokumentation: - Nine Eleven (ZDF/3sat/arte) - Ein deutscher Boxer (ARD/NDR/SWR) - Versicherungsvertreter (ARD/WDR) | Beste Reportage: - ZDFzoom: Mr. Karstadt (ZDF) - Günter Wallraff deckt auf. Der neueste Fall des Undercover-Spezialisten (RTL) - Ich, Putin – Ein Portrait (ARD/NDR/MDR/rbb/Servus TV) |

2013
| Beste Dokumentation: - Hudekamp – Ein Heimatfilm (NDR) - Kinder! Liebe! Hoffnung! (ARD/SWR) - ZDFzeit: Weltenbrand (ZDF) | Beste Reportage: - Staatsgeheimnis Bankenrettung (arte/rbb) - Abenteuer Leben Spezial: Das Hohe Haus der Republik – Hinter den Kulissen des Bundestages (kabel eins) - Ausgeliefert! Leiharbeiter bei Amazon (ARD/hr) - Die Story im Ersten: Unschuldig in Haft – Wenn der Staat zum Täter wird (ARD/WDR) - Die Story im Ersten: Wie Syrien stirbt – Eine Reportage aus dem Bürgerkrieg (ARD/WDR) |

2014
| Beste Dokumentation: - Putins Spiele (arte/MDR/ORF) - Intensivstation (ZDF) - The Voice of Peace – Der Traum des Abie Nathan (ARD/NDR) | Beste Reportage: - Team Wallraff – Reporter undercover (RTL) - Die Kinder von Aleppo (ZDF/Channel 4) - Verschwörung gegen die Freiheit (ZDF/PBS) |

2015
- keine Verleihung des Deutschen Fernsehpreises

2016
Beste Dokumentation/Reportage:

- Asternweg – Eine Straße ohne Ausweg aus der Reihe „Die große Samstagsdokumentation“ (VOX)
  - Todesflug MH 17 – Warum mussten 298 Menschen sterben? aus der Reihe „die story im Ersten“ (ARD/NDR/WDR)
  - Sie mussten die Hölle sehen – Auf der Flucht vor Boko Haram (RTL)

2017
Beste Dokumentation/Reportage:

- Das Schicksal der Kinder von Aleppo – Neue Heimat Deutschland aus der Reihe „auslandsjournal – die doku“ (ZDF)
  - Erstickt im LKW – Das Ende einer Flucht aus der Reihe „die story im Ersten“ (ARD/NDR/WDR)
  - Der lange Arm des IS – Wie der Terror nach Europa kommt aus der Reihe „die story im Ersten“ (ARD/WDR)
  - Putins geheimes Netzwerk – Wie Russland den Westen spaltet aus der Reihe „Frontal 21 Dokumentation“ (ZDF)
  - Schöne neue Welt (ZDF)

2018
Beste Dokumentation/Reportage:
- Nervöse Republik – Ein Jahr Deutschland (ARD/NDR/rbb)
  - Drei Tage im September. Angela Merkels einsame Entscheidung (Arte/MDR)
  - RTL extra: Fake News (RTL)
  - Die Story im Ersten: Das Darknet – Eine Reise in die digitale Unterwelt (ARD/NDR)
  - ZDFzoom: Gefährliche Verbindungen – Trump und seine Geschäftspartner (ZDF)

2019
Beste Dokumentation/Reportage:
- Kulenkampffs Schuhe  (ARD/SWR/HR)
  - Heer, Stahl und Sturm – Wer Nazis verteidigt (ARD/WDR)
  - Im Schatten der Netzwelt – The Cleaners (ARD/Arte/WDR/NDR/RBB)
  - Unantastbar (ZDF/Arte)
  - Vergewaltigt – Wir zeigen an! (ARD/WDR)

### 2020er
2020
Beste Dokumentation/Reportage:
- Die Story im Ersten: Die unheimliche Macht der Berater (ARD/WDR/NDR)
  - Kindheit unterm Hakenkreuz – 80 Jahre 2. Weltkrieg (VOX)
  - Die Story im Ersten: Klimafluch und Klimaflucht (ARD/SWR)
  - Resistance Fighters – Die globale Antibiotika-Krise (ZDF/Arte)
  - Die neue Seidenstraße – Chinas Griff nach Westen (ZDF)

2021
Beste Dokumentation/Reportage:
- Schwarze Adler (Amazon/ZDF)
  - Erlebnis Erde: Rentiere auf dünnem Eis (ARD/MDR)
  - Hallo, Diktator – Orbán, die EU und die Rechtsstaatlichkeit (Arte/ZDF)
  - ProSieben Spezial: Rechts. Deutsch. Radikal (ProSieben)
  - Wirecard – Die Milliarden-Lüge (Sky/ARD/rbb)

2022
2023
2024